# Nagra
Nagra — торговая марка звукозаписывающей аппаратуры для профессионального применения, выпускаемой швейцарской компанией Kudelski SA. Первыми изделиями под этой маркой были катушечные магнитофоны с батарейным питанием, предназначенные для записи исходной фонограммы во время синхронной киносъёмки, а также для радиожурналистики. Их конструкция разработана инженером польского происхождения Стефаном Кудельски. Он же придумал и название от пол. nagra — «запишет». Магнитофоны «Награ» несколько десятилетий оставались фактически стандартным оборудованием в документальном и игровом кинематографе во всём мире, а их создатель неоднократно удостоен премии «Оскар» за технические достижения.

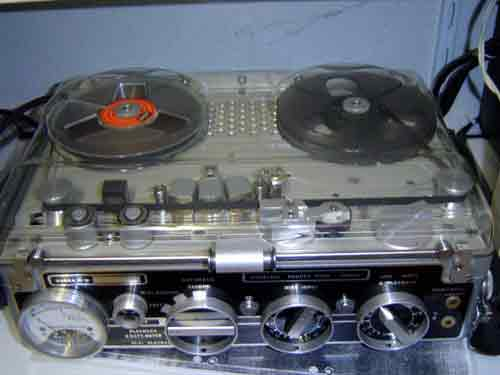
Магнитофон «Nagra III» (1958 год)

В СССР эта аппаратура использовалась параллельно с отечественными магнитофонами профессиональной линейки «Ритм». Наиболее популярной была модель «Награ 4.2», специально разработанная для записи монофонической фонограммы при синхронной киносъёмке.

## Магнитофоны
Начиная с 1951 года выпущено множество различных магнитофонов, предназначенных для профессиональной звукозаписи вне студии. Большинство из них рассчитаны на неперфорированную магнитную ленту шириной 6,35 мм. Каждая модель стала вехой в истории магнитной звукозаписи:
- 1951 год. Nagra I — экспериментальная модель, записывающая одну дорожку на всю ширину магнитной ленты. Сразу после начала выпуска получены заказы от радиостанций Radio Lausanne и Radio Genève[1];
- 1953 год. Nagra II — первый серийный магнитофон Nagra. Как и предсерийная модель, оснащался пружинным (патефонным) двигателем и миниатюрными радиолампами с питанием от двух пар батарей с разным напряжением. Большая энергоёмкость радиоламп не позволяла использовать электродвигатель, а полного завода пружины хватало на 5 минут записи со скоростью 19,05 сантиметров в секунду[3]. Первые партии оснащались двигателем швейцарского производителя патефонов «Thorens», но вскоре Kudelski наладил собственное производство. Новый аппарат был оснащён стирающей головкой, которая отсутствовала в прототипе, и стрелочным микроамперметром, ставшим впоследствии визитной карточкой всего бренда;
- 1955 год. Nagra II CI — усовершенствованная вторая модель. В ней применен печатный монтаж вместо навесного (проводных соединений элементов, смонтированных на металлическом шасси). Кроме того, микроамперметр (фирменное название «Модулометр») стал несъёмным, в отличие от стандартной модели. Всего выпущено 107 экземпляров устройства[3];

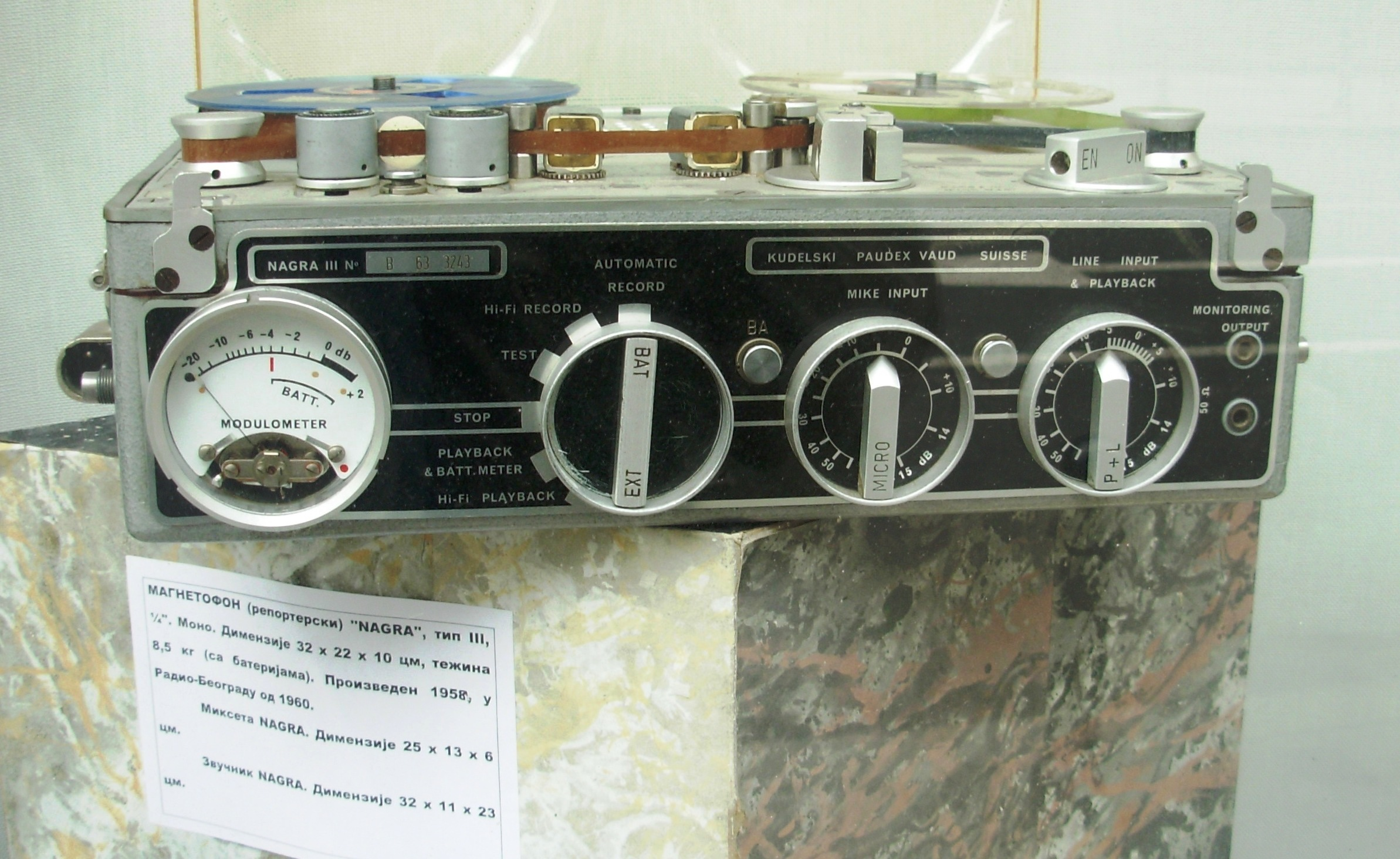
Магнитофон «Nagra III»

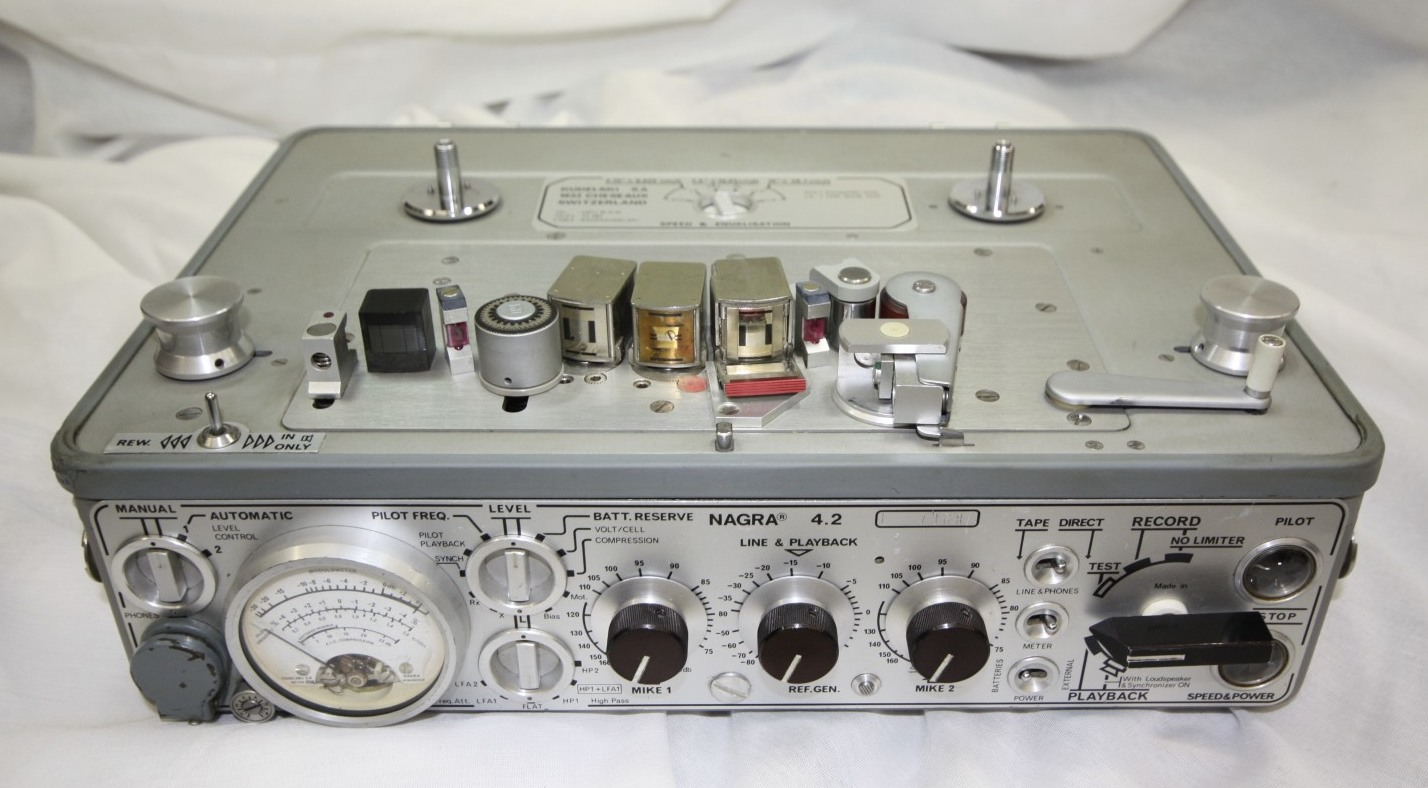
Магнитофон «Nagra 4.2»

- 1958 год. Nagra III — первый магнитофон Nagra с электродвигателем постоянного тока вместо патефонного привода[1]. Разработчики полностью отказались от радиоламп, заменив их транзисторами, что позволило даже с электродвигателем обходиться питанием от 12 элементов типа D. Характеристики звукового тракта позволяли записывать на скорости 38,1 сантиметра в секунду частотный диапазон от 25 герц до 20 килогерц[4]. Некоторые модификации аппарата были пригодны для синхронной записи методом связи с кинокамерой при помощи пилот-тона;
- 1961 год. Nagra III NP — дальнейшее развитие вариантов модели III, предназначенных для кинематографа. Устройство оснащалось системой «Неопилот», предусматривающей запись двух продольных противофазных синхрограмм на дорожках шириной 0,45 мм[5]. Противофазность сигналов исключает их попадание в канал звука, но позволяет воспроизводить служебные дорожки дополнительной головкой;
- 1969 год. Nagra IV — монофоническая модель с двумя микрофонными входами, заменившая на конвейере предыдущие. Вариант IV D без синхросигнала предназначался для обычной звукозаписи, а IV L — для кинематографа;
- 1971 год. Nagra IV-S — стереофонический вариант Nagra IV для записи музыки. Синхросигнал с частотой 14 килогерц записывался на среднюю дорожку, и был несовместим с предыдущей системой «Неопилот». В 1984 году начат выпуск модификации Nagra IV-S TC с поддержкой адресно-временно́го кода SMPTE. От базовой модели отличается наличием выдвижной 11-кнопочной панели для ввода текущих значений[6];
- 1972 год. Nagra 4.2 — модель, аналогичная Nagra IV L, но с встроенным простейшим эквалайзером и фантомным питанием микрофонов. Конструкция оказалась очень удачной, и на её основе были созданы модификации Nagra 4.2 IRT и Nagra 4.2 TDF для работы по французской системе синхронизации TDF и по немецкой IRT. Позднее выпущена модификация Nagra 5.2 Time Code, поддерживающая запись временного кода SMPTE[7];
- 1974 год. Nagra IS — малогабаритный лёгкий магнитофон, выпущенный для радиожурналистов и документального кинематографа. Благодаря простоте управления и буквам IS в названии аппарат получил прозвище «защищённый от дурака» (нем. Idioten-Sicher);
- 1976 год. Nagra E — простой монофонический магнитофон с единственной скоростью лентопротяжного тракта, предназначенный для радиожурналистов.

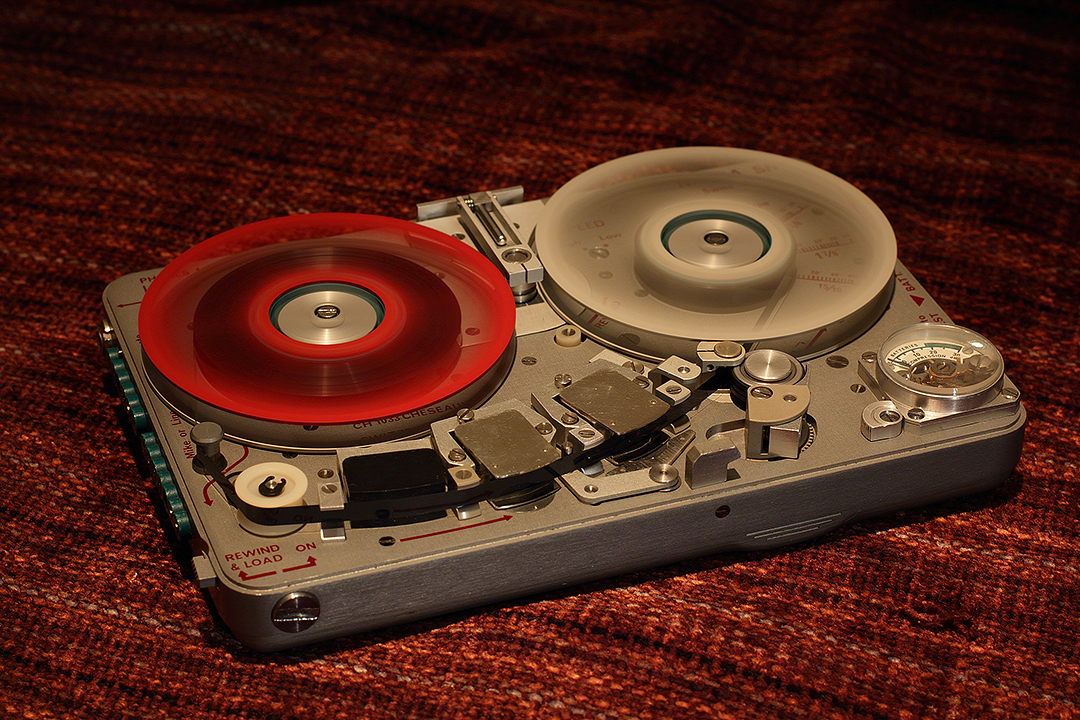
Узкоплёночная «Nagra SNS»

В том же 1976 году линию магнитофонов со стандартной магнитной лентой 6,35 мм завершила студийная модель Nagra T-Audio, предназначенная, главным образом, для телестудий. Это единственная модель, рассчитанная на полноразмерные катушки диаметром 10,5 дюймов (26,7 сантиметров).
Компания Kudelski SA выпускала также семейство миниатюрных катушечных магнитофонов с узкой плёнкой 3,81 мм. Линейка известна под аббревиатурой SN, означающей «Чёрная серия» (фр. Série Noire). Основными моделями считаются монофонические Nagra SNN и Nagra SNS, и стереофонические Nagra SNST и Nagra SNST-R. Габариты магнитофонов серии SN — 145×100×26 мм. Ускоренная перемотка ленты в них осуществляется ручным приводом. Воспроизведение — на наушники или через внешний усилитель с динамиком. Благодаря компактности, надёжности и высокому качеству звукозаписи эти модели пользовались огромной популярностью у спецслужб всего мира. Диктофоны Nagra покупали через восточногерманских посредников и для КГБ СССР. По заказу того же ведомства на киевском заводе спецтехники НИИ им. Мануильского (в настоящее время НИИ «Марс») был налажен выпуск двухканального диктофона «Яхта-1М» (после 1991 года — «Явiр-1») на основе аппарата Nagra SNST. В отличие от лентопротяжного тракта, который был точной копией швейцарского прототипа, электронная часть была спроектирована заново на основе советских микросборок. Производство длилось с 1988 по 1993 годы.
Распространение цифровой звукозаписи заставило фирму выпустить на рынок собственные разработки этого типа. Конкуренцию формату DAT должен был составить цифровой магнитофон Nagra D, записывающий 4 ИКМ-канала. Вместо кассетного DAT был использован собственный катушечный формат с наклонно-строчной записью, аналогичный стандарту DASH. Ширина магнитной ленты выбрана привычная для аппаратуры Nagra — 6,35 мм. Нестандартный формат и громоздкость Nagra D обусловили её низкую популярность среди звукооператоров, однако аппаратура всё же нашла применение при производстве кинокартин с качественным звуковым оформлением.

## Цифровые рекордеры

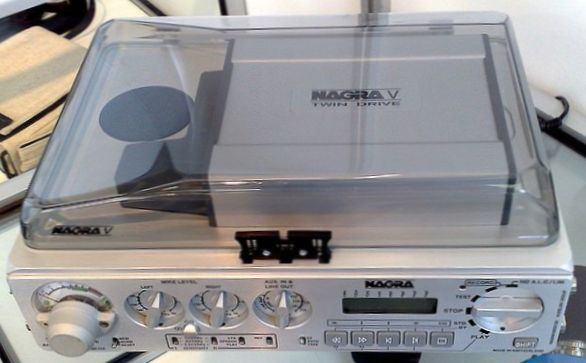
Цифровой рекордер «Nagra V»

Постепенный отказ от магнитной ленты в звукозаписи был поддержан разработчиками Nagra, выпустившими портативный рекордер Nagra ARES-C, использующий в качестве носителя карты памяти PCMCIA. В производственной линейке он заменил репортёрский Nagra E. Модель Nagra ARES-PP является студийной версией предыдущей модели, выполненной в форм-факторе 19-дюймовой аппаратной стойки. Важнейшим достоинством этих цифровых моделей является возможность полноценного монтажа без каких-либо дополнительных устройств.
- Nagra V — цифровой рекордер со сменным жёстким диском. Позволяет записывать двухканальную фонограмму методом импульсно-кодовой модуляции с частотой дискретизации 96 килогерц и глубиной квантования 24 бит. Поддерживает запись временного кода SMPTE. Ненадёжная система сменных жёстких дисков Castlewood Orb Drive в 2002 году была заменена на DN-Boy компании Agate Technology. В отличие от магнитофонов Nagra, цифровые рекордеры не рассчитаны на запись синхронной фонограммы в кинематографе и на телевидении, уступив место устройствам других производителей.
- Nagra VI — цифровой 6-канальный рекордер с 2,5-дюймовым жёстким диском и картой памяти CompactFlash для резервного копирования. Может записывать звук в формате ИКМ и MP3. Позднее число каналов увеличено до восьми, но ожесточённая конкуренция на рынке портативных цифровых рекордеров так и не позволила устройству занять какую-либо нишу.

## Другая продукция
В начале 1980-х годов компании Kudelski SA и Ampex договорились о совместной разработке и производстве портативного видеомагнитофона формата «Ц». Несмотря на бурное развитие кассетного видео, профессиональное качество видеозаписи было доступно только на громоздких аппаратах дорогих катушечных форматов. Созданный совместно «Ampex/Nagra VPR-5» стал в 1985 году самым компактным профессиональным видеомагнитофоном своей эпохи.
В 1997 году Kudelski представила на рынке свой ламповый предусилитель «Nagra PL-P», положивший начало целой линейке оборудования класса Hi-End, включающего звуковые усилители и CD-плееры. В настоящее время компания продолжает выпускать высококачественные цифровые рекордеры ARES-PII и ARES-BB+, но основная деятельность перенаправлена в область сетевых технологий шифрования, включая интернет и кабельное телевидение.